# Campeonato europeo de hockey sobre patines masculino de 2018
El LIII Campeonato europeo de hockey sobre patines masculino se celebró en la ciudad gallega de La Coruña en julio de 2018, con la participación de once Selecciones nacionales masculinas de hockey patines. Todos los partidos se disputaron en el Palacio de los Deportes de Riazor. La selección española consiguió su decimoséptimo título al vencer en la final a la selección portuguesa.

## Equipos participantes
|              |
| Alemania     |
| Andorra      |
| Austria      |
| Bélgica      |
| España       |
| Francia      |
| Inglaterra   |
| Italia       |
| Países Bajos |
| Portugal     |
| Suiza        |

## Fase de grupos
Los equipos se repartieron entre 2 grupos de cinco y seis selecciones cada uno. La clasificación que tuvieran en la fase de grupos determinaba el emparejamiento de cuartos de final.

### Grupo A
| Equipo   | Pts | PJ | PG | PE | PP | GF | GC | DF  |
| -------- | --- | -- | -- | -- | -- | -- | -- | --- |
| Portugal | 12  | 4  | 4  | -  | -  | 38 | 6  | +32 |
| Francia  | 9   | 4  | 3  | -  | 1  | 29 | 10 | +19 |
| Andorra  | 6   | 4  | 2  | -  | 2  | 9  | 19 | -10 |
| Suiza    | 3   | 4  | 1  | -  | 3  | 10 | 16 | -6  |
| Austria  | 0   | 4  | -  | -  | 4  | 5  | 40 | -35 |

| Fecha y Horario (CET)   | Partido  | Partido  | Resultado | Ficha partido |
| ----------------------- | -------- | -------- | --------- | ------------- |
| 15.07.2018 - (17 h.)    | Suiza    | Austria  | 5-1       |               |
| 15.07.2018 - (22 h.)    | Andorra  | Portugal | 0-11      |               |
| 16.07.2018 - (14:30 h.) | Francia  | Andorra  | 6-0       |               |
| 16.07.2018 - (22 h.)    | Portugal | Suiza    | 7-1       |               |
| 17.07.2018 - (12:30 h.) | Austria  | Francia  | 3-14      |               |
| 17.07.2018 - (17:30 h.) | Suiza    | Andorra  | 2-3       |               |
| 18.07.2018 - (10 h.)    | Francia  | Suiza    | 5-2       |               |
| 18.07.2018 - (22 h.)    | Austria  | Portugal | 1-15      |               |
| 19.07.2018 - (12:30 h.) | Andorra  | Austria  | 6-0       |               |
| 19.07.2018 - (22 h.)    | Portugal | Francia  | 5-4       |               |

### Grupo B
| Equipo       | Pts | PJ | PG | PE | PP | GF | GC | DG  |
| ------------ | --- | -- | -- | -- | -- | -- | -- | --- |
| España       | 15  | 5  | 5  | -  | -  | 55 | 4  | +51 |
| Italia       | 12  | 5  | 4  | -  | 1  | 59 | 15 | +44 |
| Alemania     | 9   | 5  | 3  | -  | 2  | 34 | 23 | +11 |
| Inglaterra   | 6   | 5  | 2  | -  | 3  | 29 | 33 | -4  |
| Países Bajos | 3   | 5  | 1  | -  | 4  | 21 | 45 | -24 |
| Bélgica      | 0   | 5  | -  | -  | 5  | 7  | 85 | -78 |

| Fecha y Horario (CET)   | Partido      | Partido      | Resultado | Ficha partido |
| ----------------------- | ------------ | ------------ | --------- | ------------- |
| 14.07.2018 - (20 h.)    | España       | Inglaterra   | 10-1      |               |
| 15.07.2018 - (14:30 h.) | Alemania     | Países Bajos | 5-1       |               |
| 15.07.2018 - (19:30 h.) | Bélgica      | Italia       | 0-24      |               |
| 16.07.2018 - (12 h.)    | Bélgica      | Alemania     | 0-15      |               |
| 16.07.2018 - (17 h.)    | Italia       | Inglaterra   | 9-4       |               |
| 16.07.2018 - (19 h.)    | Países Bajos | España       | 2-14      |               |
| 17.07.2018 - (10 h.)    | Inglaterra   | Bélgica      | 14-2      |               |
| 17.07.2018 - (20 h.)    | España       | Alemania     | 7-1       |               |
| 17.07.2018 - (22 h.)    | Países Bajos | Italia       | 4-15      |               |
| 18.07.2018 - (12:30 h.) | Inglaterra   | Países Bajos | 6-4       |               |
| 18.07.2018 - (17:30 h.) | Italia       | Alemania     | 11-5      |               |
| 18.07.2018 - (20 h.)    | Bélgica      | España       | 0-22      |               |
| 19.07.2018 - (10 h.)    | Países Bajos | Bélgica      | 10-5      |               |
| 19.07.2018 - (17:30 h.) | Alemania     | Inglaterra   | 8-4       |               |
| 19.07.2018 - (20 h.)    | España       | Italia       | 2-0       |               |

## Fase Final

### Eliminatorias por el título
|  | Cuartos de final | Cuartos de final |          |         | Semifinales    | Semifinales    |         |              | Final                    | Final                    |  |
|  | 20.07.2018 - ,   | 20.07.2018 - ,   |          |         | 21.07.2018 - , | 21.07.2018 - , |         |              | 22.07.2018 - , 3r puesto | 22.07.2018 - , 3r puesto |  |
|  |                  |                  |          |         |                |                |         |              |                          |                          |  |
|  |                  |                  |          |         |                |                |         |              |                          |                          |  |
|  | Alemania         | 2                |          |         |                |                |         |              |                          |                          |  |
|  | Alemania         | 2                |          |         |                |                |         |              |                          |                          |  |
|  | Francia          | 5                |          |         |                |                |         |              |                          |                          |  |
|  | Francia          | 5                |          | Francia | 2              |                |         |              |                          |                          |  |
|  |                  |                  |          | Francia | 2              |                |         |              |                          |                          |  |
|  |                  |                  | España   | 8       |                |                |         |              |                          |                          |  |
|  | Suiza            | 2                | España   | 8       |                |                |         |              |                          |                          |  |
|  | Suiza            | 2                |          |         |                |                |         |              |                          |                          |  |
|  | España           | 10               |          |         |                |                |         |              |                          |                          |  |
|  | España           | 10               |          |         |                |                |         | España       | 6                        |                          |  |
|  |                  |                  |          |         |                |                |         | España       | 6                        |                          |  |
|  |                  |                  | Portugal | 3       |                |                |         |              |                          |                          |  |
|  | Andorra          | 2                | Portugal | 3       |                |                |         |              |                          |                          |  |
|  | Andorra          | 2                |          |         |                |                |         |              |                          |                          |  |
|  | Italia           | 6                |          |         |                |                |         |              |                          |                          |  |
|  | Italia           | 6                |          | Italia  | 2              |                |         | Tercer lugar | Tercer lugar             |                          |  |
|  |                  |                  |          | Italia  | 2              |                |         | Tercer lugar | Tercer lugar             |                          |  |
|  |                  |                  | Portugal | 4       |                |                |         |              |                          |                          |  |
|  | Inglaterra       | 2                | Portugal | 4       |                |                | Francia | 2            |                          |                          |  |
|  | Inglaterra       | 2                |          |         |                |                | Francia | 2            |                          |                          |  |
|  | Portugal         | 14               |          |         |                |                |         |              | Italia                   | 5                        |  |
|  | Portugal         | 14               |          |         |                |                |         |              | Italia                   | 5                        |  |
|  |                  |                  |          |         |                |                |         |              |                          |                          |  |

### 5º al 8º
|  | Eliminatoria del 5º al 8º | Eliminatoria del 5º al 8º |   |              | Partido por el 5º lugar | Partido por el 5º lugar |  |
|  |                           |                           |   |              |                         |                         |  |
|  | 21.07.2018 -              |                           |   |              |                         |                         |  |
|  | Alemania                  | 6                         |   |              |                         |                         |  |
|  | Suiza                     | 7                         |   |              |                         |                         |  |
|  |                           |                           |   |              |                         |                         |  |
|  |                           |                           |   |              | 22.07.2018 -            |                         |  |
|  |                           |                           |   |              | Suiza                   | 5                       |  |
|  |                           | Andorra                   | 3 |              |                         |                         |  |
|  |                           |                           |   |              |                         |                         |  |
|  |                           |                           |   |              |                         |                         |  |
|  |                           |                           |   |              | Partido por el 7º lugar |                         |  |
|  | 21.07.2018 -              | 21.07.2018 -              |   | 22.07.2018 - | 22.07.2018 -            |                         |  |
|  | Andorra                   | 8                         |   | Alemania     | 12                      |                         |  |
|  | Inglaterra                | 2                         |   |              | Inglaterra              | 6                       |  |

### 9º al 11º
| Equipo       | Pts | PJ | PG | PE | PP | GF | GC | DF  |
| ------------ | --- | -- | -- | -- | -- | -- | -- | --- |
| Austria      | 4   | 2  | 1  | 1  | -  | 9  | 8  | +1  |
| Países Bajos | 3   | 2  | 1  | -  | 1  | 19 | 8  | +11 |
| Bélgica      | 1   | 2  | -  | 1  | 1  | 7  | 19 | -12 |

| Fecha y Horario (CET) | Partido      | Partido      | Resultado | Ficha partido |
| --------------------- | ------------ | ------------ | --------- | ------------- |
| 20.07.2018 - (10 h.)  | Austria      | Bélgica      | 4-4       |               |
| 21.07.2018 - (10 h.)  | Bélgica      | Países Bajos | 3-15      |               |
| 22.07.2018 - (10 h.)  | Países Bajos | Austria      | 4-5       |               |

## Clasificación final
| 1. España        |
| 2. Portugal      |
| 3. Italia        |
| 4. Francia       |
| 5. Suiza         |
| 6. Andorra       |
| 7. Alemania      |
| 8. Inglaterra    |
| 9. Austria       |
| 10. Países Bajos |
| 11. Bélgica      |